# (18991) Tonivanov
(18991) Tonivanov (2000 RD35) – planetoida z pasa głównego asteroid okrążająca Słońce w ciągu 3,44 lat w średniej odległości 2,28 j.a. Odkryta 1 września 2000 roku.